# Worstelen op de Middellandse Zeespelen 2009
Worstelen is een van de sporten die beoefend werden tijdens de Middellandse Zeespelen 2009 in Pescara, Italië. Er waren zeventien onderdelen: dertien voor mannen, vier voor vrouwen.

## Uitslagen

### Mannen

#### Grieks-Romeins
| Event  | Goud                | Zilver                  | Brons                                    |
| ------ | ------------------- | ----------------------- | ---------------------------------------- |
| 55 kg  | Kristijan Fris      | Mostafa Mohamed         | Grigorios Anastasiadis Erhan Karakus     |
| 60 kg  | Davor Stefanek      | Sayed Hamed             | Paolo Fucile Soner Sucu                  |
| 66 kg  | Gievgkeni Pentorets | Aleksandar Maksimovic   | Abdullah Coskun Moustafa Alnakdali       |
| 74 kg  | Seref Tufenk        | Christophe Guenot       | Neven Zugaj Ioannis Spyridakis           |
| 84 kg  | Nenad Zugaj         | Andrea Minguzzi         | Melonin Noumonvi Akif Canbas             |
| 96 kg  | Serkan Ozden        | Theodoros Tounousidis   | Vladimir Radosaulevic Beniamino Scibilia |
| 120 kg | Riza Kayaalp        | Panagiotis Papadopoulos | Rocco Daniele Ficara Radomir Petkovic    |

#### Vrije stijl
| Event  | Goud            | Zilver               | Brons                                      |
| ------ | --------------- | -------------------- | ------------------------------------------ |
| 55 kg  | Sezar Akgul     | Firas Alalli Alrifai | Hamza Fatah Federico Manea                 |
| 60 kg  | Hassan Ibrahim  | Mustafa Kartal       | Agustin Sanchez Parra Federico Manea       |
| 66 kg  | Muhammet Ilkkan | Mazen Kdmanie        | Mohamed Ali Ben Ayech Anastasios Akritidis |
| 84 kg  | Ali Imamoglu    | Said Itaev           | Javier Ramos Blasco Theodosios Pavlidis    |
| 96 kg  | Saleh Emara     | Raja Al-Karrad       | Kemal Tajic Orestis Leonidis               |
| 120 kg | Fatih Cakiroglu | Ioannis Arzoumanidis | Francesco Miano Petta Radomir Petkovic     |

### Vrouwen

#### Vrije stijl
| Event | Goud                 | Zilver             | Brons                                     |
| ----- | -------------------- | ------------------ | ----------------------------------------- |
| 48 kg | Naziha Hamza         | Sara Sanchez Parra | Silvia Felice Melanie Lesaffre            |
| 51 kg | Francine De Paola    | Dilek Atakol       | Hedia Tabelsi Aurelie Basset              |
| 55 kg | Karima Sanchez Ramis | Marwa Amri         | Panagiota Antonopoulou Valentina Minguzzi |
| 59 kg | Sabrina Esposito     | Meryem Selloum     | Aurora Fajardo Prieto Evangeli Chrysi     |

## Medaillespiegel
| Plaats | Land                  | Goud | Zilver | Brons | Totaal |
| 1      | Turkije               | 7    | 2      | 4     | 13     |
| 2      | Egypte                | 2    | 2      | 0     | 4      |
| 3      | Italië                | 2    | 1      | 7     | 10     |
| 4      | Servië                | 2    | 1      | 2     | 5      |
| 5      | Griekenland           | 1    | 3      | 7     | 11     |
| 6      | Spanje                | 1    | 1      | 3     | 5      |
| 7      | Tunesië               | 1    | 1      | 2     | 4      |
| 8      | Kroatië               | 1    | 0      | 1     | 2      |
| 9      | Frankrijk             | 0    | 3      | 4     | 7      |
| 10     | Syrië                 | 0    | 3      | 2     | 5      |
| 11     | Bosnië en Herzegovina | 0    | 0      | 1     | 1      |
| 11     | Montenegro            | 0    | 0      | 1     | 1      |
| Totaal | Totaal                | 17   | 17     | 34    | 68     |

1951 · 1955 · 1959 · 1963 · 1967 · 1971 · 1975 · 1979 · 1983 · 1987 · 1991 · 1993 · 1997 · 2001 · 2005 · 2009 · 2013 · 2018 · 2022
Atletiek · Basketbal · Bocce · Boksen · Gewichtheffen · Golf · Gymnastiek · Handbal · Judo · Kanovaren · Karate · Paardensport · Roeien · Schermen · Schietsport · Tafeltennis · Tennis · Voetbal · Volleybal · Waterpolo · Waterskiën · Wielersport · Worstelen · Zeilen · Zwemmen